# 李建及
李建及（?—?），本名王建及。许州人。
父王質。早年師事李罕之，並隨罕之奔晋，後以功署牙職，典義兒軍。李克用把他收入義兒軍，改名李建及。911年2月3日柏鄉之戰，梁、晋兩軍战於柏鄉，梁兵急击之，晉軍大敗。后唐庄宗李存勖登高台看見晉兵将败，回頭告訴建及說：“桥为梁夺，则吾军危矣，奈何？”這時建及选擇二百人驰击梁兵，梁兵大败。累拜辽州刺史，率領銀槍效節軍。李建及喜歡以家赀散士卒，宦官韦令图告訴莊宗說：“建及得士心，惧有异志，不可令典牙兵。”改为代州刺史。建及不樂而卒。

## 延伸阅读
[在维基数据编辑]
 《舊五代史/卷65》，出自薛居正《舊五代史》
 《新五代史·卷25》，出自歐陽修《新五代史》